# Eleições autárquicas de 2009 em Oeiras
As eleições autárquicas de 2009 serviram para eleger os membros para os diferentes órgãos do poder local no concelho de Oeiras.
Isaltino Morais, presidente da câmara desde 1985 e desde 2005 apoiado pelo seu movimento independente "Isaltino - Oeiras Mais à Frente", conseguiu ser reeleito, obtendo uma vitória tranquila, ao obter 41,5% dos votos e 5 vereadores.
O Partido Socialista, que apoiou Marcos Perestrelo, apesar de ter uma subida de votos em relação a 2005, ficou bastante longe de conquistar a câmara, ao obter 25,8% dos votos e 3 deputados.
A coligação entre PSD, CDS e PPM ficou-se pelos 16% dos votos, enquanto a Coligação Democrática Unitária obteve 7% dos votos.

## Resultados por Freguesia
Os resultados para os diferentes órgãos do poder local no concelho de Oeiras foram os seguintes:

### Câmara Municipal
| Partido                 | Partido                        | Votos   | %               | +/-   | Vereadores | +/-     |
| ----------------------- | ------------------------------ | ------- | --------------- | ----- | ---------- | ------- |
|                         | Isaltino, Oeiras Mais à Frente | 32 407  | 41,52 / 100,00  | 7,47  | 5 / 11     | 1       |
|                         | Partido Socialista             | 20 112  | 25,77 / 100,00  | 10,18 | 3 / 11     | 1       |
|                         | PSD-CDS-PPM                    | 12 821  | 16,42 / 100,00  | -     | 2 / 11     | -       |
|                         | Coligação Democrática Unitária | 5 703   | 7,31 / 100,00   | 0,58  | 1 / 11     | Estável |
|                         | Bloco de Esquerda              | 3 054   | 3,91 / 100,00   | 0,92  | 0 / 11     | Estável |
|                         | PCTP/MRPP                      | 495     | 0,63 / 100,00   | 0,33  | 0 / 11     | Estável |
| Votos Inválidos         | Votos Inválidos                | 3 467   | 4,44 / 100,00   | 0,58  |            |         |
| Total                   | Total                          | 78 059  | 100,00 / 100,00 |       | 11 / 11    |         |
| Eleitorado/Participação | Eleitorado/Participação        | 144 521 | 54,01 / 100,00  | 2,30  |            |         |

### Assembleia Municipal
| Partido                 | Partido                        | Votos   | %               | +/-  | Deputados | +/-     |
| ----------------------- | ------------------------------ | ------- | --------------- | ---- | --------- | ------- |
|                         | Isaltino, Oeiras Mais à Frente | 30 363  | 38,91 / 100,00  | 8,35 | 14 / 33   | 3       |
|                         | Partido Socialista             | 20 123  | 25,79 / 100,00  | 6,51 | 9 / 33    | 2       |
|                         | PSD-CDS-PPM                    | 13 448  | 17,23 / 100,00  | -    | 6 / 33    | -       |
|                         | Coligação Democrática Unitária | 6 768   | 8,67 / 100,00   | 0,88 | 3 / 33    | Estável |
|                         | Bloco de Esquerda              | 4 116   | 5,27 / 100,00   | 1,68 | 1 / 33    | 1       |
| Votos Inválidos         | Votos Inválidos                | 3 215   | 4,12 / 100,00   | 0,86 |           |         |
| Total                   | Total                          | 78 033  | 100,00 / 100,00 |      | 33 / 33   |         |
| Eleitorado/Participação | Eleitorado/Participação        | 144 521 | 53,99 / 100,00  | 2,44 |           |         |

### Juntas de Freguesia
| Partido                 | Partido                        | Votos   | %               | +/-  | Presidentes | +/-     | Mandatos  | +/-     |
| ----------------------- | ------------------------------ | ------- | --------------- | ---- | ----------- | ------- | --------- | ------- |
|                         | Grupo de Cidadãos              | 29 878  | 38,29 / 100,00  | 7,60 | 9 / 10      | 2       | 59 / 136  | 12      |
|                         | Partido Socialista             | 20 197  | 25,88 / 100,00  | 5,47 | 1 / 10      | 1       | 40 / 136  | 10      |
|                         | PSD-CDS-PPM                    | 14 023  | 17,97 / 100,00  | -    | 0 / 10      | -       | 25 / 136  | -       |
|                         | Coligação Democrática Unitária | 6 955   | 8,91 / 100,00   | 0,63 | 0 / 10      | Estável | 11 / 136  | Estável |
|                         | Bloco de Esquerda              | 3 740   | 4,79 / 100,00   | 1,56 | 0 / 10      | Estável | 1 / 136   | 6       |
| Votos Inválidos         | Votos Inválidos                | 3 248   | 4,16 / 100,00   | 0,74 |             |         |           |         |
| Total                   | Total                          | 78 041  | 100,00 / 100,00 |      | 10 / 10     |         | 136 / 136 |         |
| Eleitorado/Participação | Eleitorado/Participação        | 144 521 | 54,00 / 100,00  | 2,43 |             |         |           |         |

## Resultados por Freguesias

### Câmara Municipal
| Freguesia                    | %     | %     | %            | %       | %    | %    | Votantes |
| Freguesia                    | IOMAF | PS    | PSD-CDS- PPM | PCP-PEV | BE   | PCTP | Votantes |
| ---------------------------- | ----- | ----- | ------------ | ------- | ---- | ---- | -------- |
| Algés                        | 35,68 | 27,15 | 21,34        | 7,19    | 4,00 | 0,44 | 9 809    |
| Barcarena                    | 38,78 | 28,61 | 13,37        | 9,62    | 4,51 | 1,23 | 5 768    |
| Carnaxide                    | 37,72 | 27,79 | 16,77        | 8,10    | 4,09 | 0,47 | 10 218   |
| Caxias                       | 47,56 | 21,10 | 17,43        | 4,83    | 3,67 | 0,77 | 3 896    |
| Cruz Quebrada - Dafundo      | 36,08 | 33,04 | 12,76        | 10,23   | 3,59 | 0,68 | 2 924    |
| Linda-a-Velha                | 35,03 | 30,42 | 18,18        | 7,73    | 4,10 | 0,46 | 9 934    |
| Oeiras e São Julião da Barra | 47,56 | 21,28 | 17,06        | 5,28    | 3,41 | 0,58 | 16 982   |
| Paço de Arcos                | 46,38 | 20,75 | 17,38        | 7,35    | 3,43 | 0,63 | 6 964    |
| Porto Salvo                  | 45,44 | 26,54 | 10,10        | 7,63    | 4,66 | 1,01 | 6 356    |
| Queijas                      | 42,90 | 26,96 | 12,21        | 8,95    | 4,13 | 0,60 | 5 208    |
| Oeiras                       | 41,52 | 25,77 | 16,42        | 7,31    | 3,91 | 0,63 | 78 059   |

### Assembleia Municipal
| Freguesia                    | %     | %     | %            | %       | %    | Votantes |
| Freguesia                    | IOMAF | PS    | PSD-CDS- PPM | PCP-PEV | BE   | Votantes |
| ---------------------------- | ----- | ----- | ------------ | ------- | ---- | -------- |
| Algés                        | 32,28 | 27,04 | 23,33        | 8,21    | 4,95 | 9 779    |
| Barcarena                    | 35,59 | 28,93 | 13,98        | 11,83   | 5,87 | 5 772    |
| Carnaxide                    | 36,29 | 27,12 | 17,02        | 9,49    | 5,25 | 10 216   |
| Caxias                       | 43,80 | 21,53 | 19,40        | 6,30    | 4,79 | 3 902    |
| Cruz Quebrada - Dafundo      | 33,78 | 33,30 | 12,41        | 11,79   | 5,50 | 2 925    |
| Linda-a-Velha                | 31,63 | 30,11 | 19,94        | 8,86    | 5,69 | 9 934    |
| Oeiras e São Julião da Barra | 46,11 | 21,21 | 17,27        | 6,45    | 4,86 | 16 981   |
| Paço de Arcos                | 42,90 | 20,67 | 18,73        | 8,77    | 4,97 | 6 963    |
| Porto Salvo                  | 41,98 | 28,03 | 9,59         | 9,70    | 6,17 | 6 353    |
| Queijas                      | 40,75 | 27,09 | 12,96        | 9,95    | 5,40 | 5 208    |
| Oeiras                       | 38,91 | 25,79 | 17,23        | 8,67    | 5,27 | 78 033   |

### Juntas de Freguesia
| Freguesia                    | 2005-2009 | 2005-2009                | 2005-2009      | 2009-2013 | 2009-2013          | 2009-2013      |
| ---------------------------- | --------- | ------------------------ | -------------- | --------- | ------------------ | -------------- |
| Algés                        |           | Partido Social Democrata | 31,89 / 100,00 |           | Grupo de Cidadãos  | 30,86 / 100,00 |
| Barcarena                    |           | Grupo de Cidadãos        | 23,70 / 100,00 |           | Grupo de Cidadãos  | 33,87 / 100,00 |
| Carnaxide                    |           | Grupo de Cidadãos        | 28,56 / 100,00 |           | Grupo de Cidadãos  | 37,11 / 100,00 |
| Caxias                       |           | Grupo de Cidadãos        | 31,70 / 100,00 |           | Grupo de Cidadãos  | 39,30 / 100,00 |
| Cruz Quebrada - Dafundo      |           | Partido Social Democrata | 31,74 / 100,00 |           | Partido Socialista | 34,75 / 100,00 |
| Linda-a-Velha                |           | Partido Social Democrata | 28,49 / 100,00 |           | Grupo de Cidadãos  | 28,89 / 100,00 |
| Oeiras e São Julião da Barra |           | Grupo de Cidadãos        | 37,91 / 100,00 |           | Grupo de Cidadãos  | 47,70 / 100,00 |
| Paço de Arcos                |           | Grupo de Cidadãos        | 33,82 / 100,00 |           | Grupo de Cidadãos  | 39,33 / 100,00 |
| Porto Salvo                  |           | Grupo de Cidadãos        | 33,26 / 100,00 |           | Grupo de Cidadãos  | 39,10 / 100,00 |
| Queijas                      |           | Grupo de Cidadãos        | 31,37 / 100,00 |           | Grupo de Cidadãos  | 39,91 / 100,00 |